# Edward Kelley
Edward Kelley (Worcester, 1 de agosto de 1555-Most, Bohemia, 1 de noviembre de 1597) fue un alquimista, nigromante e investigador de lo oculto inglés, conocido sobre todo por sus viajes junto a John Dee y su trabajo como médium. Algunos dicen que fue un charlatán que se aprovechó de John Dee y de Rodolfo II, pero otros aseguran que ayudó a Dee a iniciarse en los secretos de la sabiduría arcana. Trabajó junto a John Dee para Isabel I de Inglaterra.

## Biografía
Kelley era el alias empleado por el falsificador inglés Edward Talbot; nacido en Worcester, fue bautizado en la iglesia de St. Swithin por su padre Patrick el 2 de agosto de 1555 siendo el mayor de tres hijos (su hermano Thomas fue bautizado en 1564; su hermana se llamaba Elizabeth). Decía proceder del antiguo linaje irlandés de Uí Maine. Comenzó sus días como mancebo de botica pero luego estudió y desempeñó varias profesiones (la más importante fue la de escribiente), hasta que fue detenido en Lancaster como falsario y falsificador de documentos de propiedad. Condenado y expatriado se asoció a John Dee (fue su médium particular varios años: esta facultad se debía a que era un experto ventrílocuo, capaz de hacer brotar «voces» de cualquier bola de cristal), con quien recorrió Europa haciendo creer a las gentes sencillas que habían descubierto la piedra filosofal y el elixir de la vida.
Ya en Praga, sede de la Corte imperial, se instalaron en el domicilio de Taddeus Hajeck, astrónomo, botánico, alquimista y médico del emperador ―también conocido por su apellido latinizado Háyek―, de donde pasarían más tarde a una casa alquilada en la calle de la Sal (en enero de 1585). Las actividades que desarrollaron en Praga no son demasiado bien conocidas, ya que una parte del diario personal del doctor se ha perdido, pero sí consta la amistad que nació entre Kelley y Simon Hájek ―el joven hijo de su anfitrión―, así como cierto «escándalo etílico» protagonizado por el médium y su acompañante.
Edward Kelley y John Dee pasaron algún tiempo en la residencia de los nobles Rozmberk (o Rosenberg, en su versión latinizada), en la ciudad de Třeboň. Cuando John Dee regresó a Inglaterra, separándose de Kelley, cesaron las visitas de los «espíritus» para siempre.
En julio de 1589, Edward Kelley se mudó a Praga para ponerse al servicio del emperador Rodolfo II. Para ser admitido entre los alquimistas de la corte tuvo que someterse a un examen ante la máxima autoridad en este terreno que no era otro que el doctor Hájek: su actuación durante el examen fue impresionante y según un testigo presencial (el médico y alquimista francés Nicolás Barnaud) vertió una gota de un aceite color carmesí sobre medio kilo de mercurio y lo transmutó en oro.
En febrero de 1590, Rodolfo II le otorgó un título nobiliario (Eques auratus, equivalente al «sir» inglés).
La reina Isabel I de Inglaterra se interesó por su «útil» súbdito ya que su capacidad de crear oro, a partir de unos misteriosos «polvos rojos», le interesó especialmente, muy bien aconsejada por Lord Burghley, su tesorero. Burleigh escribió a Kelley (hacia 1591, cuando John Dee ya había regresado a Inglaterra) apremiándole a regresar a la Corte, ya que deseaba que pusiese sus conocimientos al servicio de la Reina:

Buen caballero Edward Kelley: [...] Puede estar seguro de que será debidamente recompensado. Este asunto daría a su Reina mayor felicidad que cualquier otro. Buen caballero, permita que termine mi carta rogándole, en el sagrado nombre de Dios, que no prive a su país natal de este don de Dios...

El emperador Rodolfo II lo arrojó a las mazmorras del castillo de Krivoklát (en Praga): una versión reza que fue para que confesara las estafas cometidas contra dos joyeros de Colonia, otra que fue para que revelase al emperador el secreto en exclusiva de la preparación de su precioso elixir, evitando su huida a Inglaterra (se presentaron incluso las cartas de Burleigh con la petición de la reina); según una tercera versión, más romántica, fue encarcelado en el Castillo de Purglitz, a tres millas de Praga, por haber matado en un duelo a un sirviente del emperador. Es muy posible que quien mediase para su encarcelamiento y caída en desgracia fuese la poderosa familia Poppels, enemiga mortal de la familia Rosenberg, para intentar arrastrar a su benefactor, lord Rosenberg, o al menos rebajar su influencia junto al emperador.
Sea como fuere se le condenó por un delito de lesa majestad (seguramente porque se negó a revelarle el secreto de los «polvos de proyección»).
El 1 de noviembre de 1597 intentó evadirse de su cárcel bajando por una escala elaborada con la ropa de su cama y encontró la muerte.
Además de varios poemas, dos de ellos publicados en el Theatrum Chemicum Britanicum de Ashmole, se le deben las obras Fragmenta (publicada en Geismar, en 1647), Epístolas y De Lapide Philosophorum (escrita en la cárcel, publicada en Hamburgo en 1676), así como los breves La vía húmeda (en referencia a uno de los dos métodos para obtener los polvos de proyección) y Teatro de astronomía terrestre.
En Praga se han conservado hasta la actualidad dos casas relacionadas con las estancias de Edward Kelley: la llamada casa de Fausto que el alquimista adquirió en 1590, y la denominada Casa del Asno en la Cuna; en la esquina de esta última casa se alza una vieja torre de la que se disfruta un hermoso panorama del Barrio Pequeño y de la Ciudad Vieja de Praga: precisamente en dicha torre fue donde Kelley tenía su famoso laboratorio de alquimia.